# Fortuna Primigenias tempel

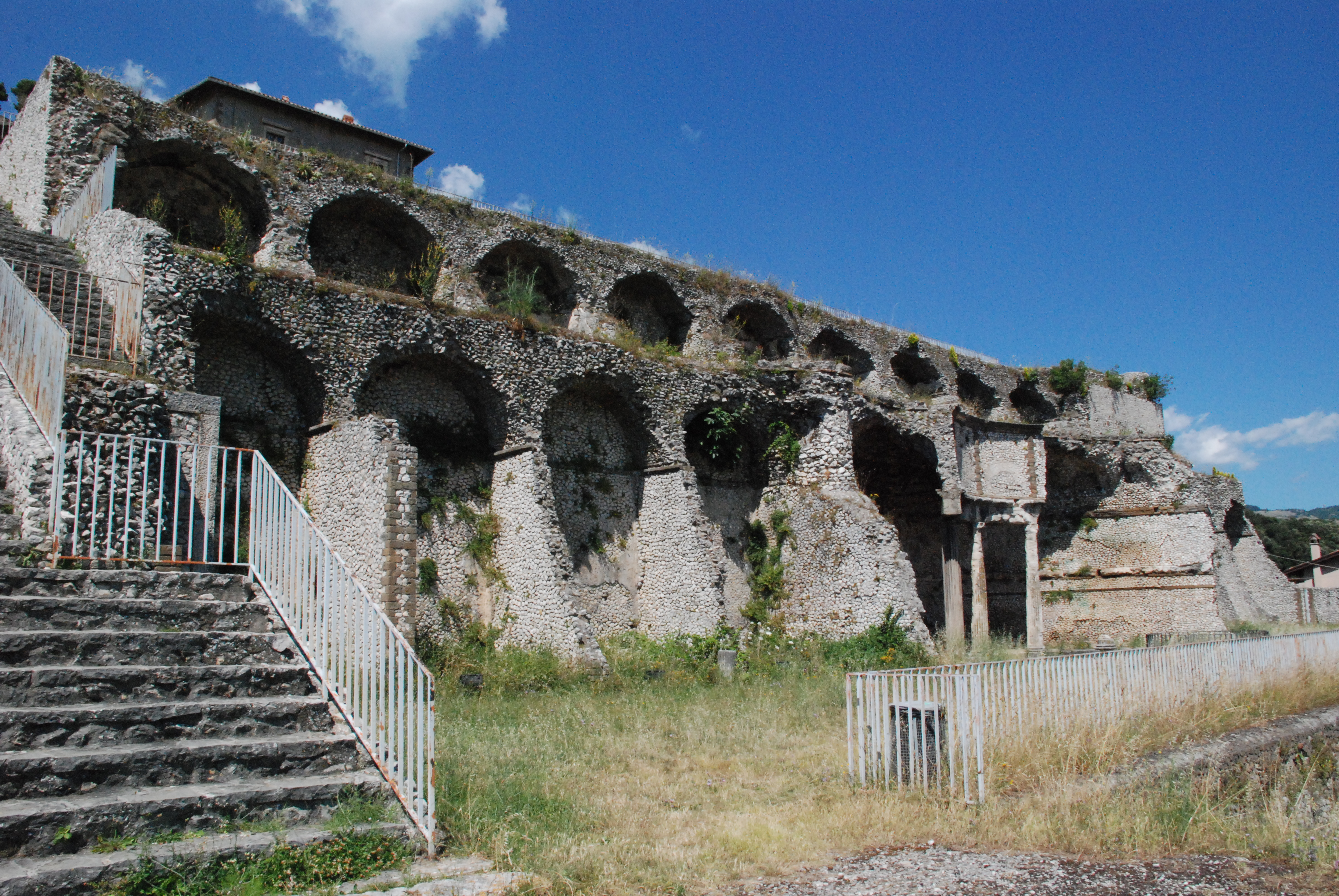
Lämningarna efter Fortuna Primigenias tempel.

Fortuna Primigenias tempel var ett tempel i Palestrina öster om Rom, tillägnat Fortuna.
Platsen tycks ha varit en urgammal kultplats för gudinnan Fortuna, bekräftat från åtminstone 300 f.Kr. Där fanns ett orakel som tjänade gudinnan fram till kristen tid. 
Templet uppfördes på order av Sulla 80 f.Kr. som tack för hans seger över Gaius Marius. Detta tempel var en monumental helgedom. 